# Yacatecuhtli

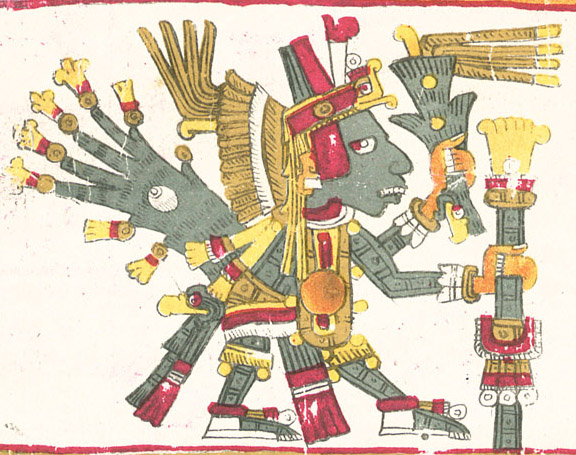
Yacatecuhtli descrito en el Códice Borgia.

Yacatecuhtli (del náhuatl: Yakatekwtli ‘Señor de la nariz’‘yakatl, nariz; tekwtli, señor’), en la mitología mexica es el dios del comercio, patrón de los mercaderes y del intercambio, principalmente en los viajes comerciales; su símbolo es el "haz de varas" formado por la unión de los bastones de los caminantes y la nariz.
Era uno de los dioses ancianos. Dios de los mercaderes y los viajeros, por lo que los aztecas le ofrecían esclavos como sacrificio para satisfacerlo y asegurarse su dicha. Se lo representan con una nariz prominente, que servía de guía a los viajeros.